# Have Gun - Will Travel
Have Gun – Will Travel est une série américaine de western. Elle est diffusée pour la première fois sur le réseau  CBS de 1957 à 1963 à la télévision puis à la radio. La série télévisée a pour acteur principal Richard Boone. Elle est déclinée en une version radiophonique qui obtient aussi un grand succès. Celle-ci a pour acteur principal John Dehner et débute le 23 novembre 1958.

## Production
Have Gun – Will Travel est créé par Sam Rolfe et Herb Meadow et produite par Frank Pierson, Don Ingalls, Robert Sparks et Julian Claman. Sur les 225 épisodes télévisés, 24 ont été écrits par Gene Roddenberry. Parmi les autres contributeurs importants se trouvent Bruce Geller, Harry Julian Fink, Don Brinkley et Irving Wallace. Andrew V. McLaglen a dirigé 101 episodes et 28 l'ont été par Richard Boone.

## Résumé
La série raconte les aventures d'un homme qui se surnomme Paladin (joué par Richard Boone à la télévision et interprété par John Dehner à la radio). Il parcourt l'ouest américain en se mettant au service des personnes qui l'engagent pour résoudre leurs problèmes.
Bien que Paladin se fasse payer généralement $1000 pour un travail, il offre parfois ses services gratuitement lorsque ce sont des personnes pauvres qui ont besoin d'aide. L'action se passe quelques années après la guerre de sécession.

## Musique

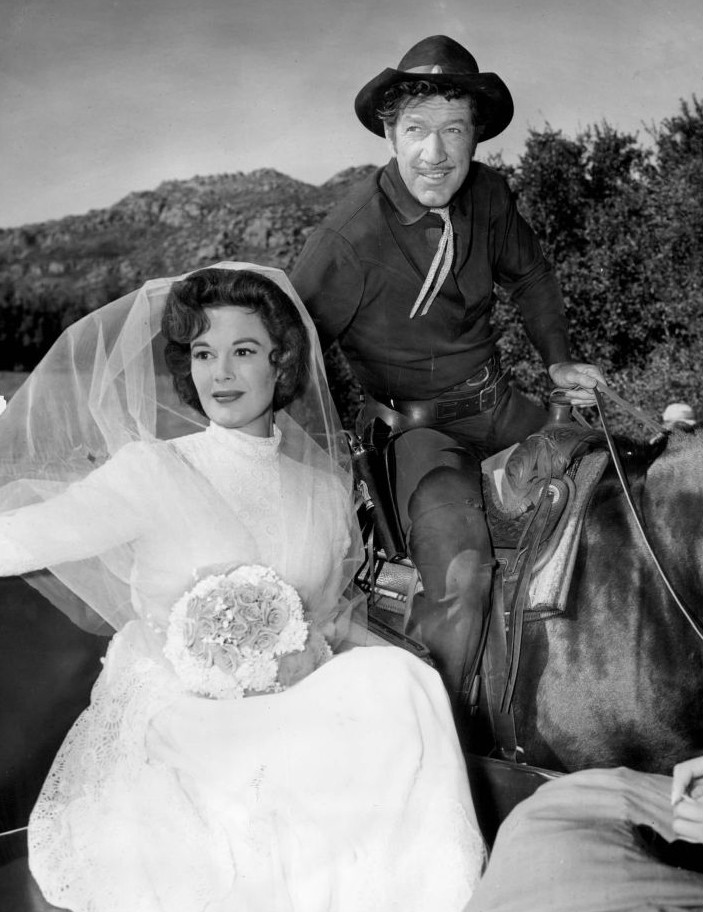
Richard Boone avec Patricia Medina, 1959

La musique du générique de début est composée par Bernard Herrmann.
La chanson de fin, "The Ballad of Paladin", est composée par Johnny Western, Richard Boone et le créateur de la série Sam Rolfe.

## Récompenses
En 1957, Gene Roddenberry reçoit le prix de la  Writers Guild of America pour l'episode "Helen of Abajinian".

## Scénaristes
Les scénaristes du programme sont : 
- Gene Roddenberry (créateur de Star Trek)
- Bruce Geller créateur de Mission : Impossible
- Samuel A. Peeples
- Harold Jack Bloom
- Harry Julian Fink est un des scénaristes de Dirty Harry
- Sam Peckinpah
- Gene L. Coon
- Richard Matheson
- Charles Beaumont
- Laurence Heath
- Fred Freiberger

## Autres médias

### Programme radio

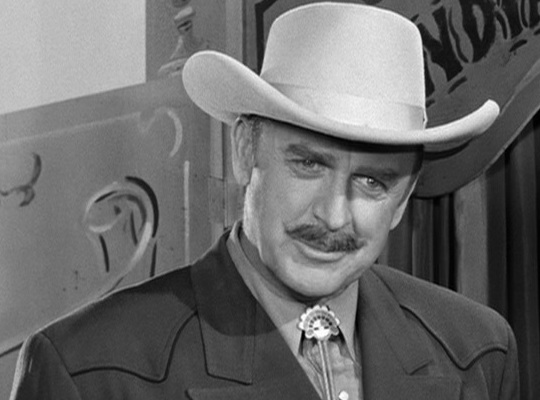
John Dehner

Une version radio etr diffusée sur CBS du 23 novembre 1958 au 27 novembre 1960. Elle a 106 épisodes. John Dehner interprète Paladin. La version radio est écrite par le producteur/scénariste Roy Winsor.

### Livres et comics
La série a été adaptée dans trois romans publiés par Whitman. 
Dell Comics a publié plusieurs comics avec des histoires originales,,.